# Флашмоб
Вижте пояснителната страница за други значения на Флаш.
Флашмоб (на английски: flash mob или flashmob – в буквален превод „моментна тълпа“ или „внезапна тълпа“) е предварително запланувана и организирана масова акция, в която голяма група хора се появява внезапно на обществено място и в продължение на броени минути изпълнява някакво действие, след което се разотива също така внезапно, все едно нищо не се е случило.
Флашмоб е особен вид представление, разчитащо на случайна публика. Участниците създават внезапни, понякога абсурдни, понякога смешни ситуации, но изпълняват ролята си сериозно и отговорно с убеждението, че това, което правят, е напълно нормално и естествено.
Това е вид изкуство, което е извън политиката, религията и икономиката. Участниците нито плащат, нито им се заплаща. Такива събития се организират обикновено чрез интернет, от социалните мрежи и в по-голямата си част хората не се познават помежду си. Това е и една от техниките, използвана от културното заглушаване.
Първият флашмоб е организиран в Манхатън през май 2003 година. През 2009 година, след смъртта на Майкъл Джаксън, е организиран флашмоб, който обикаля почти целия свят и започва от Стокхолм.

## Флашмоб изкуство в България
Масови флашмоби в България са организирани от доброволците на Българския младежки Червен кръст през септември 2011 година. 90 доброволци, участващи в Летен лагер „Академия за доброволци 2011“, се включват в честването на 90-годишнината на организацията им. Организират 2 флашмоба.